# Новорождественське (Прокоп'євський округ)
Новорожде́ственське (рос. Новорождественское) — село у складі Прокоп'євського округу Кемеровської області, Росія.

## Населення
Населення — 264 особи (2010; 352 у 2002).
Національний склад (станом на 2002 рік):
- росіяни — 80 %